# Николаевское сельское поселение (Чечня)
Николаевское се́льское поселе́ние — муниципальное образование в Наурском районе Чечни Российской Федерации.
Административный центр — станица Николаевская.

## История
Статус и границы сельского поселения установлены Законом Чеченской Республики от 14 июля 2008 года № 47-РЗ «Об образовании муниципального образования Наурский район и муниципальных образований, входящих в его состав, установлении их границ и наделении их соответствующим статусом муниципального района и сельского поселения».

## Население
| 2010  | 2012  | 2013  | 2014  | 2015  | 2016  | 2017  |
| ----- | ----- | ----- | ----- | ----- | ----- | ----- |
| 2261  | ↗2291 | ↗2327 | ↗2352 | ↗2376 | ↗2420 | ↘2404 |
| 2018  | 2019  | 2020  | 2021  | 2023  | 2024  |       |
| ↘2394 | ↗2406 | ↘2401 | ↘2107 | ↗2130 | ↗2155 |       |

## Состав сельского поселения
| № | Населённый пункт | Тип населённого пункта          | Население |
| - | ---------------- | ------------------------------- | --------- |
| 1 | Николаевская     | станица, административный центр | ↗1867     |
| 2 | Обильный         | хутор                           | ↗113      |
| 3 | Семиколодцев     | хутор                           | ↘13       |
| 4 | Суворовский      | хутор                           | ↗268      |